# Annual Reviews

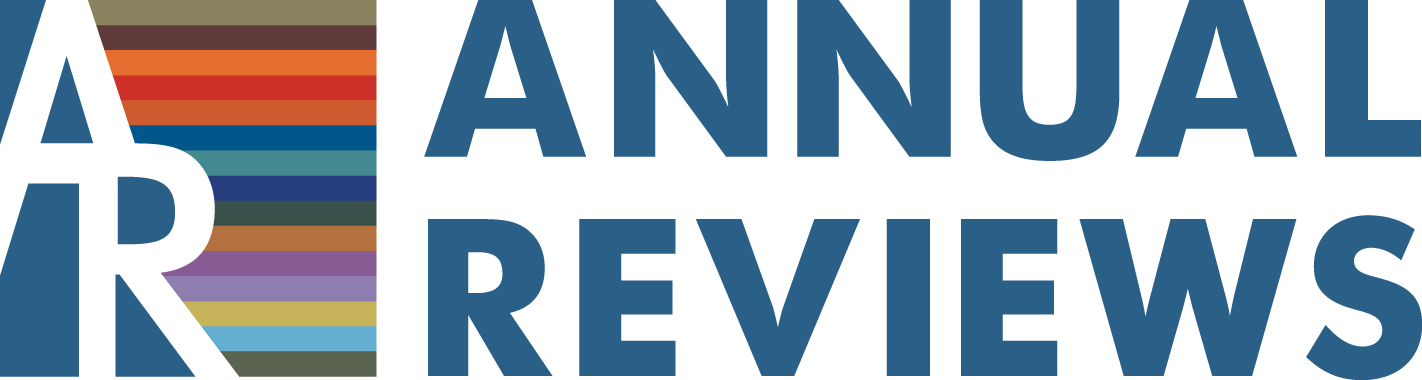
O logotipo da Annual Reviews

Annual Reviews, sediado em Palo Alto, Califórnia, é uma editora de periódicos científicos sem fins lucrativos de 51 séries de revisões em disciplinas específicas em ciências e ciências sociais, publicada em inglês.
Cada série de revisão contém 12 a 40 artigos de revisão abrangente e confiável, cobrindo os principais artigos de periódicos sobre um tópico específico durante os anos anteriores. Os principais tópicos em cada assunto são abordados em intervalos de alguns anos, e tópicos especiais aparecem conforme apropriado. As avaliações são amplamente utilizadas no ensino e na pesquisa, e servem tanto para a conscientização atual quanto para a introdução de um novo assunto. Como na literatura científica costuma-se citar detalhadamente as fontes apenas a partir da revisão mais recente, esses periódicos figuram entre os periódicos mais bem avaliados em fator de impacto para seus assuntos, conforme mostra a tabela da editora. As resenhas são escritas em um estilo narrativo compacto, com um mínimo de texto descritivo para cada artigo abordado. Muitos autores fornecem listas de pontos de resumo e questões futuras. A extensão de cada revisão e o número de artigos cobertos variam amplamente, dependendo do tópico e das preferências do autor. Os artigos são redigidos a convite dos autores, que são autoridades aceitas no material abordado.

## Disponibilidade
Muitas séries estão disponíveis como um volume anual consolidado; as assinaturas são vendidas para a versão impressa, versão online ou ambas, ou como artigos individuais comprados online. Eles também estão disponíveis como um banco de dados que consiste em algumas ou todas as séries. 

## Lista de títulos
Os anos entre parênteses indicam o primeiro ano de publicação. Em 2020, as publicações incluíam o seguinte:

### A
- Annual Review of Analytical Chemistry (2008)
- Annual Review of Animal Biosciences (2013)
- Annual Review of Anthropology (1972)
- Annual Review of Astronomy and Astrophysics (1963)

### B
- Annual Review of Biochemistry (1932)
- Annual Review of Biomedical Engineering (1999)
- Annual Review of Biophysics (1972)
- Annual Review of Biomedical Data Science (2018)

### C
- Annual Review of Cancer Biology (2017)
- Annual Review of Cell and Developmental Biology (1985)
- Annual Review of Chemical and Biomolecular Engineering (2010)
- Annual Review of Clinical Psychology (2005)
- Annual Review of Computer Science (1986–1990)
- Annual Review of Condensed Matter Physics (2010)
- Annual Review of Control, Robotics, and Autonomous Systems (2018)

### D
- Annual Review of Developmental Psychology (2019)

### E
- Annual Review of Earth and Planetary Sciences (1973)
- Annual Review of Ecology, Evolution, and Systematics (1970)
- Annual Review of Economics (2009)
- Annual Review of Entomology (1956)
- Annual Review of Environment and Resources (1976)

### F
- Annual Review of Financial Economics (2009)
- Annual Review of Fluid Mechanics (1969)
- Annual Review of Food Science and Technology (2010)

### G
- Annual Review of Genetics (1967)
- Annual Review of Genomics and Human Genetics (2000)

### I
- Annual Review of Immunology (1983)

### K
- Knowable Magazine (2017)

### L
- Annual Review of Law and Social Science (2005)
- Annual Review of Linguistics (2015)

### M
- Annual Review of Marine Science (2009)
- Annual Review of Materials Research (1971)
- Annual Review of Medicine (1950)
- Annual Review of Microbiology (1947)

### N
- Annual Review of Neuroscience (1978)
- Annual Review of Nuclear and Particle Science (1952)
- Annual Review of Nutrition (1981)

### O
- Annual Review of Organizational Psychology and Organizational Behavior (2014)

### P
- Annual Review of Pathology: Mechanisms of Disease (2006)
- Annual Review of Pharmacology and Toxicology (1961)
- Annual Review of Physical Chemistry (1950)
- Annual Review of Physiology (1939)
- Annual Review of Phytopathology (1963)
- Annual Review of Plant Biology (formerly Plant Physiology and Plant Molecular Biology) (1950)
- Annual Review of Political Science (1998)
- Annual Review of Psychology (1950)
- Annual Review of Public Health (1980) - previous volumes of this journal are now open access.

### R
- Annual Review of Resource Economics (2009)

### S
- Annual Review of Sociology (1975)
- Annual Review of Statistics and Its Application (2014)

### V
- Annual Review of Virology (2014)